# Тоёакэ
Тоёакэ́ (яп. 豊明市, とよあけし Тоёакэ-си) — город-сателлит Нагои в Японии, расположенный в центральной части префектуры Айти на берегу реки Сакаи. Основан 1 августа 1972 года путём предоставления посёлку статуса города. Город преимущественно состоит из жилых массивов. Площадь города составляет 23,18 км², население — 69 438 человек (1 июня 2014), плотность населения — 2995,60 чел./км².

## Образование
Начальные школы:
- Начальная школа Тоёакэ;
- Начальная школа Куцукакэ;
- Начальная школа Тюо;
- Начальная школа Сакаэ;
- Начальная школа Омия;
- Начальная школа Сохо;
- Начальная школа Мисаки;
- Начальная школа Татэ;
- Начальная школа Каратакэ.

Неполные средние школы:
- Неполная средняя школа Тоёакэ;
- Неполная средняя школа Сакаэ;
- Неполная средняя школа Куцукакэ;
- Неполная средняя школа Сэйдзё.

Высшие школы:
- Высшая школа Тотёоакэ;
- Высшая школа Сэйдзё.

Университеты и колледжи:
- Медицинский университет Фудзита;
- Университет Окагакуэ;
- Колледж Нагоя.